# Gumiwang (Kejobong)
Gumiwang is een bestuurslaag in het regentschap Purbalingga van de provincie Midden-Java, Indonesië. Gumiwang telt 1987 inwoners (volkstelling 2010).